# Can Recasens (la Pobla de Montornès)
Can Recasens és una obra noucentista de la Pobla de Montornès (Tarragonès) inclosa a l'Inventari del Patrimoni Arquitectònic de Catalunya.

## Descripció
La fàbrica Recasens està situada al costat de l'estació de la Pobla de Montornès. Actualment s'hi fan lones i lonetes.
De la primitiva estructura de la fàbrica només resta la nau que està a la vora de la via del tren. Cal destacar d'una manera especial la façana de la primitiva fàbrica i la tanca de la mateixa, que són originals, llevat dels pilars d'accés que imiten els antics.
L'edifici té planta baixa i pis alt i dues portes d'accés, la façana del pis baix està decorada amb carreus molt grans.
La part de dalt presenta catorze finestres emmarcades per arcs de rajoles. Sota les finestres dues rajoles rematen la ornamentació esmentada.
Sota la teulada es pot observar el nom de la fàbrica i dels seus propietaris.
El mur es guarneix amb finestres dividides per pilars amb decoració plana de vegetals als capitells.